# جنوب ایالات متحده آمریکا
جنوب ایالات متحده آمریکا (گاهی دیکسی (به انگلیسی: Dixie)، که گاهی به آن ایالت‌های جنوبی, جنوب آمریکا, دیکسیلند ,یا صرفاً جنوب گفته می‌شود) از منطقه‌های جغرافیایی و فرهنگی ایالات متحده آمریکا است. این منطقه بین اقیانوس اطلس و غرب ایالات متحده آمریکا قرار دارد، ایالت‌های غرب میانه آمریکا و شمال‌شرقی ایالات متحده در شمال و خلیج مکزیک و مکزیک در جنوب آن قرار دارند.
مهاجران اولیه جنوب نیز، مانند نیو انگلند، پروتستانهای انگلیسی بودند. شمار زیادی از پروتستانهای فرانسوی نیز به ایالات کارولینای جنوبی و لوئیزیانا مهاجرت کردند. بسیاری از فرماندهان جنگ‌های استقلال آمریکا از جنوب بودند و ۴ رئیس‌جمهور ایالات متحده آمریکا از ۵ رئیس‌جمهور اول آمریکا نیز از ایالت ویرجینیا بودند.
ایالت‌های جنوبی بر خلاف طبیعت کوهستانی نیوانگلند و دره‌های حاصلخیز ایالات ساحلی اقیانوس اطلس، بیشتر بر پایه مزارع خانوادگی اداره می‌شدند. در این ایالات، مزارع بزرگ کشاورزی و زراعی مانند مزارع پنبه و تنباکو – که محصولات آن‌ها به ایالات شمالی و کشورهای آن سوی اقیانوس اطلس صادر می‌شد- وجود داشت که اداره آن‌ها نیازمند نیروی کار فراوانی بود. برای برآورده ساختن نیاز گسترده به کارگر، صاحبان مزارع جنوب، به برده‌های سیاه‌پوست نیاز داشتند. اما با اعلام قانون الغای برده داری، جنوبی‌ها با مشکل بزرگی روبرو شدند، به همین علت ۱۱ ایالت جنوبی در سال ۱۸۶۱ با تشکیل کنفدراسیون کشورهای آمریکا، تصمیم به جدایی از ایالات متحده آمریکا و تشکیل یک کشور جدید گرفتند. از نظر ایالات شمالی، برده داری امری غیراخلاقی و غیرانسانی بود، اما از نظر ایالات جنوبی، برده داری، تنها روش ممکن برای ادامه حیات زندگیشان بود. جدایی ایالات جنوبی از آمریکا، منجر به جنگ داخلی آمریکا شد که در نهایت، این جنگ‌ها با شکست ایالات جنوبی پایان یافت و برده داری برای همیشه به پایان رسید. سال‌ها طول کشید تا صدمات و ویرانی‌های به جا مانده از این جنگ، بازسازی شود[دوران بازسازی]

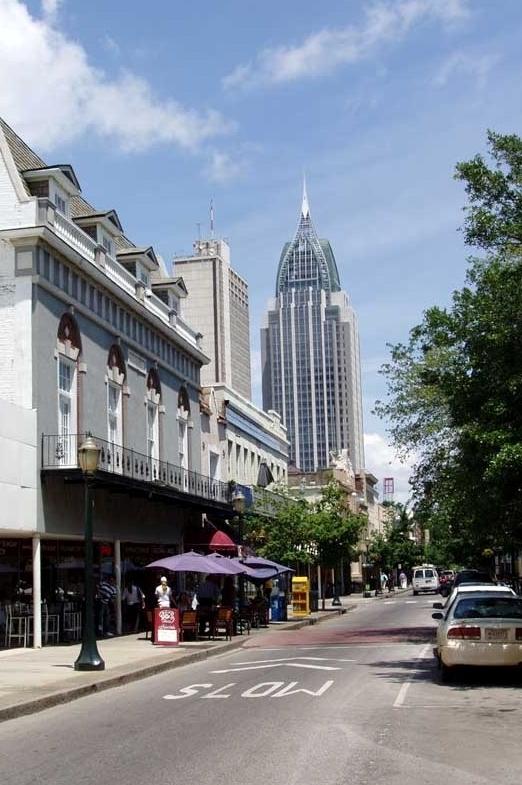
خیابانی در آلاباما

اما با گذشت زمان، جنوب به تدریج تلخی‌های گذشته را از یاد برده است و در نیمه دوم قرن بیستم، ایالت‌های جنوبی، غرور و سربلندی گذشته را تحت لوای «جنوب نو»(New South) به دست آوردند. نفوذ جنوبی‌ها در صحنه سیاسی آمریکا غیرقابل انکار می‌باشد؛ از سال ۱۹۷۶ تا ۲۰۰۹، تنها رئیس‌جمهور ایالات متحده آمریکا که از ایالت‌های جنوبی نبوده است، رونالد ریگان می‌باشد. جیمی کارتر اهل جورجیا، بیل کلینتون اهل آرکانسا، و جرج بوش فرماندار تگزاس بود (اما تگزاس بیشتر گاهی جزو ایالات جنوب غربی آمریکا محسوب می‌شود). ایالات جنوبی همچنین میزبان رویدادها و اتفاقات مهم بین‌المللی نیز می‌باشند، مانند فستیوال سالانه اسپولتو درشهر چارلستون واقع در کارولینای جنوبی و المپیک تابستانی ۱۹۹۶ در آتلانتای جورجیا.
امروزه جنوب با کارخانه‌ها، بانک‌ها و سیستم حمل و نقل پیشرفته اش، تبدیل به یک منطقه بسیار ثروتمند و مدرن شده است. در سرتاسر ایالات جنوبی، آسمان خراش‌های متعدد و بلندی به چشم می‌خورند و به خاطر آب و هوای معتدل و مناسب این ایالات، توریست‌ها و افراد بازنشسته زیادی از تمامی ایالات آمریکا و کشور کانادا به جنوب می‌آیند. این توریست‌ها، اعم از این که بازنشسته باشند یا صرفاً برای تفریح و تعطیلات به این مناطق آمده باشند، در این ایالات آفتابی، مجموعه‌ای از فرصت‌های شغلی مناسب و حال و هوای سنتی این ایالات استفاده می‌کنند.
از نطر ادبی و فرهنگی نیز ایالات جنوبی، خصوصاً در قرن بیستم، بسیار مهم و تأثیرگذار می‌باشد. نویسندگانی چون ویلیام فاکنر با رمان‌هایش دربارهٔ زندگی در می‌سی‌سی‌پی، تنسی ویلیامز با نمایشنامه‌هایش و فلانری اوکانر با داستان‌های کوتاهش، تنها شماری از مشاهیر ادبی جنوب به‌شمار می‌روند.

## جغرافیا
جنوب یک منطقه هواشناسی متنوع با مناطق آب و هوایی متعدد، از جمله معتدل، نیمه گرمسیری، گرمسیری و خشک است - اگرچه جنوب به‌طور کلی به گرم و مرطوب، با تابستان‌های طولانی و زمستان‌های کوتاه و معتدل شهرت دارد. بیشتر مناطق جنوبی - به جز مناطق مرتفع تر و مناطق نزدیک به غرب، جنوب و برخی از حاشیه‌های شمالی - در منطقه آب و هوای نیمه گرمسیری مرطوب قرار دارند. محصولات به راحتی در جنوب رشد می‌کنند زیرا آب و هوای آن به‌طور مداوم فصل‌های رشد حداقل شش ماه قبل از اولین یخبندان را فراهم می‌کند. برخی از محیط‌های رایج عبارتند از خلیج‌ها و باتلاق‌ها، جنگل‌های کاج جنوبی، جنگل‌های معتدل کوهستانی آپالاچیان، ساوان‌های دشت‌های بزرگ جنوبی، و جنگل‌های نیمه گرمسیری و جنگل‌های دریایی در امتداد سواحل اقیانوس اطلس و خلیج مکزیک. فلور منحصر به فرد شامل گونه‌های مختلف ماگنولیا، رودودندرون، نیشکر، نخل و بلوط و غیره است. جانوران منطقه نیز متنوع است و شامل انبوهی از گونه‌های دوزیستان، خزندگانی مانند آنول سبز، مار سمی دهان پنبه ای، و تمساح آمریکایی، پستاندارانی مانند خرس سیاه آمریکایی، خرگوش باتلاقی و آرمادیلو ۹ نواری و پرندگانی مانند قاشق رز و طوطی کارولینای منقرض شده اما نمادین.
این پرسش که چگونه مرزها و مناطق فرعی در جنوب را تعریف کنیم، برای قرن‌ها کانون پژوهش و بحث بوده است. همان‌طور که توسط اداره سرشماری ایالات متحده تعریف شده است، منطقه جنوبی ایالات متحده شامل شانزده ایالت است. تا سال ۲۰۱۰، حدود ۱۱۴٬۵۵۵٬۷۴۴ نفر، یا سی و هفت درصد از کل ساکنان ایالات متحده، در جنوب، پرجمعیت‌ترین منطقه این کشور، زندگی می‌کردند. اداره سرشماری سه بخش کوچکتر را تعریف کرد:
- ایالات اقیانوس اطلس جنوبی: دلاور، فلوریدا، جورجیا، مریلند، کارولینای شمالی، کارولینای جنوبی، ویرجینیا و ویرجینیای غربی.
- ایالت‌های مرکزی جنوب شرقی: آلاباما، کنتاکی، می‌سی‌سی‌پی و تنسی.
- ایالات مرکزی غربی جنوبی: آرکانزاس، لوئیزیانا، اوکلاهما و تگزاس.

## تاریخچه

### فرهنگ بومی آمریکا
اولین شواهد به‌تازگی از اشغال انسان در جنوب ایالات متحده در حدود ۹۵۰۰ سال قبل از میلاد با ظهور اولین آمریکایی‌های مستند، که اکنون به عنوان سرخپوستان شناخته می‌شوند، رخ می‌دهد. دیرینیان شکارچیانی بودند که در دسته‌های گروهی پرسه می‌زدند و مگافونا را شکار می‌کردند. چندین مرحله فرهنگی، مانند باستانی (حدود ۸۰۰۰–۱۰۰۰ قبل از میلاد) و سرزمین جنگلی (حدود ۱۰۰۰ قبل از میلاد - ۱۰۰۰ پس از میلاد)، قبل از آنچه اروپایی‌ها در پایان قرن پانزدهم یافتند - فرهنگ می‌سی‌سی‌پی.
فرهنگ می‌سی‌سی‌پی یک فرهنگ بومی آمریکایی پیچیده و تپه ساز بود که تقریباً از ۸۰۰ پس از میلاد تا ۱۵۰۰ پس از میلاد در جنوب شرقی ایالات متحده کنونی شکوفا شد. بومیان مسیرهای تجاری پیچیده و طولانی داشتند که مراکز اصلی مسکونی و تشریفاتی آنها را از طریق دره‌های رودخانه و از ساحل شرقی تا دریاچه‌های بزرگ به هم متصل می‌کرد. برخی از کاوشگران برجسته ای که با فرهنگ می‌سی‌سی‌پی مواجه شدند و در آن زمان رو به افول بودند، روبه رو شدند و توصیف کردند، از جمله پانفیلو د نارواز (۱۵۲۸)، هرناندو دو سوتو (۱۵۴۰)، و پیر لو موین دیبرویل (۱۶۹۹).
نوادگان بومی آمریکایی تپه سازان عبارتند از آلاباما، آپالاچی، کادو، چروکی، چیکاساو، چوکتاو، کریک، گوئل، هیچیتی، هوما و سمینول که همگی هنوز در جنوب زندگی می‌کنند.
سایر مردمانی که پیوندهای اجدادی آنها با فرهنگ می سی سیپی کمتر روشن است، اما به وضوح قبل از تهاجم اروپا در منطقه بودند، عبارتند از Catawba و Powhatan.

### استعمار اروپا
مهاجرت اروپا باعث مرگ بومیان آمریکایی شد، که سیستم ایمنی آنها نمی‌توانست از آنها در برابر بیماری‌هایی که اروپایی‌ها ناخواسته معرفی کرده بودند محافظت کند.
فرهنگ غالب ایالت‌های جنوبی اصلی انگلیسی بود. در قرن هفدهم، اکثر مهاجران داوطلبانه اصالتاً انگلیسی داشتند و عمدتاً در امتداد سواحل شرقی ساکن شدند، اما تا قرن هجدهم تا کوه‌های آپالاچی به داخل سرزمین پیش رفتند. اکثر مهاجران اولیه انگلیسی، خدمتکارانی بودند که پس از کار کردن در مسیر خود، آزادی را به دست آوردند. مردان ثروتمندی که هزینه‌های خود را پرداخت می‌کردند، کمک‌های زمینی را دریافت می‌کردند که به عنوان حق سرانه شناخته می‌شد، تا سکونتگاه را تشویق کنند.
اسپانیایی‌ها و فرانسوی‌ها در فلوریدا، تگزاس و لوئیزیانا سکونت گاه‌هایی ایجاد کردند. اسپانیایی‌ها در قرن شانزدهم فلوریدا را سکنی گزیدند و در اواخر قرن هفدهم به اوج خود رسیدند، اما جمعیت آن اندک بود زیرا اسپانیایی‌ها نسبتاً به کشاورزی بی علاقه بودند و فلوریدا منابع معدنی نداشت.
در مستعمرات بریتانیا، مهاجرت در سال ۱۶۰۷ آغاز شد و تا زمان وقوع انقلاب در سال ۱۷۷۵ ادامه یافت. ثروتمندان جنوبی مزارع بزرگی داشتند که بر کشاورزی صادراتی تسلط داشتند و از برده استفاده می‌کردند. بسیاری در کشت فشرده تنباکو، اولین محصول نقدی ویرجینیا، مشارکت داشتند. توتون و تنباکو به سرعت خاک را فرسوده کرد و کشاورزان را ملزم به پاکسازی منظم مزارع جدید کرد. آنها از مزارع قدیمی به عنوان مرتع و برای محصولاتی مانند گندم ذرت استفاده می‌کردند یا به آنها اجازه می‌دادند تا به درختان درختان تبدیل شوند.
در اواسط تا اواخر قرن هجدهم، گروه‌های بزرگی از اسکاتلندی‌های اولستر (که بعداً اسکاتلندی-ایرلندی نامیده شدند) و مردم منطقه مرزی انگلیس و اسکاتلند مهاجرت کردند و در منطقه عقب‌نشین آپالاشیا و پیمونت ساکن شدند. آنها بزرگ‌ترین گروه مهاجران غیرانگلیسی از جزایر بریتانیا قبل از انقلاب آمریکا بودند. در سرشماری سال ۱۹۸۰، ۳۴ درصد از جنوبی‌ها گزارش دادند که اصالتاً انگلیسی هستند. انگلیسی بزرگ‌ترین اجداد اروپایی گزارش شده در هر ایالت جنوبی با اختلاف زیادی بود.
استعمارگران اولیه درگیر جنگ، تجارت و مبادلات فرهنگی بودند. آنهایی که در بک کانتری زندگی می‌کردند بیشتر با سرخپوستان کریک، چروکی و چوکتاوها و دیگر گروه‌های بومی منطقه روبرو می‌شدند.
قدیمی‌ترین دانشگاه در جنوب، کالج ویلیام و مری، در سال ۱۶۹۳ در ویرجینیا تأسیس شد. در آموزش اقتصاد سیاسی پیشگام بود و رؤسای جمهور آینده ایالات متحده جفرسون، مونرو و تایلر را که همگی اهل ویرجینیا بودند، آموزش داد. در واقع، کل منطقه در دوره نظام حزب اول بر سیاست مسلط بود: برای مثال، چهار نفر از پنج رئیس‌جمهور اول - واشینگتن، جفرسون، مدیسون و مونرو - اهل ویرجینیا بودند. دو قدیمی‌ترین دانشگاه دولتی نیز در جنوب هستند: دانشگاه کارولینای شمالی (۱۷۸۹) و دانشگاه جورجیا (۱۷۸۵).

### انقلاب آمریکایی
در طول جنگ انقلاب آمریکا، مستعمرات جنوبی به پذیرش آرمان پاتریوت کمک کردند. ویرجینیا رهبرانی مانند فرمانده کل جرج واشینگتن، و نویسنده اعلامیه استقلال، توماس جفرسون را معرفی کرد.
در سال‌های ۱۷۸۰ و ۱۷۸۱، انگلیسی‌ها تا حد زیادی تسخیر ایالات شمالی را متوقف کردند، و در جنوب متمرکز شدند، جایی که به آنها گفته شد که جمعیت زیادی از وفاداران وجود دارد که پس از رسیدن نیروهای سلطنتی آماده جهش به سلاح‌ها هستند. انگلیسی‌ها ساوانا و چارلستون را تحت کنترل گرفتند و ارتش بزرگ آمریکایی را در این فرایند به تصرف خود درآوردند و شبکه ای از پایگاه‌ها را در داخل کشور ایجاد کردند. اگرچه وفادارانی در مستعمرات جنوبی وجود داشتند، اما آنها در شهرهای بزرگتر ساحلی متمرکز بودند و از نظر تعداد به اندازه کافی برای غلبه بر انقلابیون نبودند. نیروهای بریتانیایی در نبرد مونک کرنر و نبرد کشتی لنود به استثنای افسر فرمانده (باناستره تارلتون) به‌طور کامل متشکل از وفاداران بودند. وفاداران سفید و سیاهپوست هر دو برای بریتانیا در نبرد کمپز لندینگ در ویرجینیا جنگیدند. آمریکایی‌ها به رهبری ناتانائل گرین و سایر ژنرال‌ها درگیر تاکتیک‌های فابیان شدند که برای از بین بردن نیروی تهاجم بریتانیا و خنثی کردن نقاط قوت آن یکی یکی طراحی شده بود. نبردهای کوچک و بزرگ متعددی وجود داشت که هر یک از طرفین مدعی پیروزی بودند.
با این حال، در سال ۱۷۸۱، ژنرال بریتانیایی کورنوالیس به سمت شمال به ویرجینیا نقل مکان کرد، جایی که ارتش نزدیک به او را مجبور کرد تا در انتظار نجات توسط نیروی دریایی بریتانیا باشد. نیروی دریایی بریتانیا وارد شد، اما ناوگان قدرتمندتر فرانسوی نیز وارد شد و کورنوالیس به دام افتاد. ارتش‌های آمریکا و فرانسه، به رهبری جورج واشینگتن، کورنوالیس را مجبور کردند تا کل ارتش خود را در یورک تاون، ویرجینیا در اکتبر ۱۷۸۱ تسلیم کند و عملاً بخش آمریکای شمالی از جنگ را به دست آورد.
انقلاب شوکی به برده داری در جنوب و دیگر مناطق کشور جدید وارد کرد. هزاران برده از مزاحمت زمان جنگ برای یافتن آزادی خود استفاده کردند، که توسط فرماندار بریتانیایی دانمور ویرجینیا مبنی بر آزادی برای خدمت تسریع شد. بسیاری دیگر توسط صاحبان وفادار حذف شدند و در جاهای دیگر در امپراتوری بریتانیا برده شدند. بین سال‌های ۱۷۷۰ و ۱۷۹۰، کاهش شدید درصد سیاه‌پوستان رخ داد - از ۶۱٪ به ۴۴٪ در کارولینای جنوبی و از ۴۵٪ به ۳۶٪ در جورجیا. علاوه بر این، برخی از برده داران برای آزادی بردگان خود پس از انقلاب الهام گرفتند. آنها تحت تأثیر اصول انقلاب همراه با واعظان کواکر و متدیست بودند که برای تشویق برده داران به آزادی بردگان خود تلاش می‌کردند. کشاورزانی مانند جورج واشینگتن اغلب بردگان را با اراده خود آزاد می‌کردند. در جنوب بالا، بیش از ۱۰٪ از کل سیاهان تا سال ۱۸۱۰ آزاد بودند، گسترش قابل توجهی از نسبت قبل از جنگ کمتر از ۱٪ آزاد بود.